# Lindsay Kemp
Lindsay Keith Kemp, född 3 maj 1938 i Birkenhead, England, död 24 augusti 2018 i Livorno, Italien, var en brittisk dansare, pantomimartist och skådespelare.
Kemp medverkade bland annat i den kultförklarade skräckfilmen Dödlig skörd från 1973, den biografiska filmen Valentino från 1997, samt 1998 års musikaliska drama Velvet Goldmine.